# Dead Winter Dead
A Dead Winter Dead az amerikai Savatage 1995-ben megjelent nagylemeze, mely az Atlantic Records/ WEA gondozásában jelent meg. Az album egy konceptlemez, melynek főszereplője egy szerb fiú, és egy muszlim lány. A történet a boszniai háború idején játszódik, mely a valóságban a lemez megjelenésekor ért véget.
Ezen az albumon tért vissza Chris Caffery gitáros, aki már dolgozott a zenekarral, még a Gutter Ballet album idején. Alex Skolnick viszont már nem vett részt a felvételeken, helyére Al Pitrelli került, aki korábban többek között Alice Cooper oldalán bukkant fel. Ezen a lemezen lett teljes értékű zenekari tag Jeff Plate dobos, aki már a Handful of Rain album turnéján is látható volt. Az albumon szereplő Christmas Eve (Sarajevo 12/24) dal nem várt módon még a listákra is felkerült, aminek hatására Paul O’Neill létrehozta Jon Oliva, Al Pitrelli és Robert Kinkel társaságában a Trans-Siberian Orchestra zenekart, mely jóval nagyobb sikereket tudhat magáénak, mint a Savatage. A Christmas Eve (Sarajevo 12/24) dalt újra megjelentették, a Trans-Siberian Orchestra Christmas Eve and Other Stories debütalbumán.
A Mozart and Madness című szerzemény a zeneszerző Mozart: 25. szimfónia művének a nyitótémáját idézi.
Az albumra a történetet alátámasztandó rengeteg elégikus szerzemény került fel, a hagyományosabb metaldalok mellett. Utóbbi dalokban ismét hallatta hangját Jon Oliva, míg az epikusabb, líraibb dalokat Zachary Stevens énekelte fel. Az album egyértelmű sikert aratott, mely ma már a Savatage diszkográfia egyik legkiemelkedőbb alkotása.
Videóklip a One Child című dalra készült.

## Történet
|  | Alább a cselekmény részletei következnek! |

A történet Bosznia-Hercegovina fővárosában, Szarajevóban veszi kezdetét, amint azt a nyitány utáni szám címe is jelzi. A helyszín a város főtere, ahol a középkorban épült épületek között található egy szökőkút, valamint egy vízköpő is, mely az elmúlt ezer évben az itt élő emberek viselkedését szemlélte, próbálta megérteni az emberek érzéseit.
A történet 1990-ben veszi kezdetét. A berlini fal leomlott, a kommunizmus elbukott, Jugoszlávia pedig szabad országgá válik. Serdjan Aleskovic boldog, hogy ezekben az időkben éli fiatalkori éveit, nagy reményekkel néz a jövője felé. Azonban az országban élő bosnyákok, szerbek és horvátok között polgárháború tör ki. Serdjan néhány barátjával egy szerb egységhez csatlakozik. A történet másik főszereplője Katrina Brasic egy fiatal muszlim lány, aki a város közeli hegyekben harcol egy csapat tagjaként.
Az események 1994 novemberében folytatódnak. A szereplő egy idős férfi aki már évtizedekkel korábban elhagyta Jugoszláviát. Most visszatér szülőföldjére, de a lerombolt Szarajevó képe fogadja. Ekkor éppen esik a hó, mikor a férfi megáll a főtér közepén, tekintetét az égnek szögezi, és visszagondol a rendszerváltás idejére, mikor még egy szebb jövőért imádkozott az ország lakossága. Ahogy az öreg befejezte imáját újabb utcai harcok kezdődnek. A férfi azonban nem menekül el, hanem előveszi csellóját, és belekezd egy Mozart darabba. Ez a jelenet végül minden este megismétlődik. A külön csapatban harcoló Serdjan és Katrina pedig minden este hallgatja a Mozart és Beethoven darabokat.
A háború egyre brutálisabbá és véresebbé válik. Serdjan elhatározza, hogy nem vesz részt többet a háborúban. December 24-én egy bunkerben ülve hallgatja az öreg csellós játékát, miközben a csillagos égben gyönyörködik. Katrina a csatatér másik oldalán ugyanígy tesz. Egyszer azonban hirtelen elhallgat a muzsika szó. Serdjan és Katrina a veszéllyel nem törődve elindulnak a főtér felé. Mindketten ugyanabban a pillanatban érnek ki a főtérre, majd megpillantják egymást. Mindketten ösztönösen felismerik, hogy miért jöttek ki a helyszínre. Megindulnak a szökőkút felé, majd hamarosan megpillantják az öreg muzsikust a hóban feküdve, mellette az összetört csellóval. Hirtelen egy cseppnyi folyadék hull a felhőtlen, tiszta égből, ami lemossa a vért az öreg arcáról. Serdjan felnéz, de csak egy vízköpő lényt mintázó szobrot lát. Ez a jelenet még inkább megerősíti, hogy el kell hagynia a háborút, így a muszlim lánnyal megindul, hogy maga mögött hagyja a háború borzalmait.

## Dalok
- Minden dalt Oliva és Paul O’Neill írt kivéve a Christmas Eve (Sarajevo 12/24) címűt, melyet kettejükön kívül Robert Kinke is jegyez.

1. "Overture" – 1:50
2. "Sarajevo" – 2:31
3. "This Is the Time (1990)" – 5:40
4. "I Am" – 4:32
5. "Starlight" – 5:38
6. "Doesn't Matter Anyway" – 3:47
7. "This Isn't What We Meant" – 4:12
8. "Mozart and Madness" – 5:01
9. "Memory" – 1:19
10. "Dead Winter Dead" – 4:18
11. "One Child" – 5:14
12. "Christmas Eve/Sarajevo" – 3:24
13. "Not What You See" – 5:02

2002-es CD kiadás bónuszai
1. "All That I Bleed (akusztikus)" – 4:34
2. "Sleep (akusztikus)" – 3:46

## Közreműködők
- Zachary Stevens – ének
- Jon Oliva – billentyűs hangszerek, ének az I Am és a Doesn't Matter Anyway dalokban, valamint háttérvokál a Starlight c. dalban
- Chris Caffery – gitár, vokál
- Al Pitrelli – gitár, vokál
- Johnny Lee Middleton – basszusgitár, háttérvokál
- Jeff Plate – dob